# NGC 4613
NGC 4613 (другие обозначения — MCG 4-30-11, MK 780, ZWG 129.16, KUG 1239+263A, PGC 42570) — галактика в созвездии Волосы Вероники.
В галактике наблюдается повышенное ультрафиолетовое излучение, и потому её относят к галактикам Маркаряна. Причиной является всплеск звездообразования из-за взаимодействия с соседними галактиками.
Этот объект входит в число перечисленных в оригинальной редакции «Нового общего каталога».